# Јохан Гадолин
Јохан Гадолин (фин. Johan Gadolin; Турку, 5. јун 1760 — Мјунјамјаки, 15. август 1852) је био фински хемичар, физичар и минералог. Гадолин је открио хемијски елемент итријум. Такође је био оснивач финског покрета за истраживање хемије.

## Детињство и младост
Јохан Гадолин је рођен у граду Турку, тада у Шведској, данас у Финској, као син Јакоба Гадолина. Почео је да студира математику на Краљевској академији Туркуа са 15 година. Убрзо је увидео да је математика превише напорна, па се преоријентисао на хемију. Године 1779, Гадолин је прешао на Универзитет у Упсали, где га је подучавао Торберн Бергман.
Године 1790, изабран је за члана Краљевске шведске академије наука.

## Хемија
Гадолин је постао познат када је открио први ретко земни елемент. Године 1792, Гадолин је добио узорак црног, тешког минерала пронађеног у каменолому у шведском селу Итерби близу Стокхолма. Уз помоћ опрезних експеримената, изоловао је ретко земни оксид, којег је касније именовао итријум оксид. Такође је изоловао, у истом проучавању, итријум трихидроксид. Итријум оксид било је прво познато ретко земно једињење – у то време, сматрало се елементом. Ови проналасци објављени су 1794. године.
Минерал који је Гадолин проучавао назван је гадолинит 1800. године. Хемијски елемент гадолинијум, као и његов оксид, гадолинијум оксид, названи су по Гадолину.
У ранијем раду 1788. године, Гадолин је показао да исти елемент може да буде у више оксидационих стања. У његовом случају, била је реч о Sn(II) и Sn(IV). Детаљно је објаснио диспропорционацију реакције:
.
Гадолин је такође проучавао специфичну и латентну топлоту између 1787. и 1792. године. Ова његова дела на пољу термохемије била су веома прецизна.
Једна од његових каснијих студија била је хемијска анализа кинеске легуре алпаке (немачко сребро) 1810. и 1827. године.
Гадолин је постао професор хемије на Краљевској академији у Туркуу 1797. године. Био је један од првих хемичара који је студентима давао лабораторијске вежбе. Чак је и дозвољавао студентима да користе његову приватну лабораторију. Гадолин је написао први уџбеник хемије у нордијским земљама који се противио флогистон теорији.